# Wada Nei
Wada Yenzō Nei (* 1787; † 1840) fue un matemático japonés. 

## Vida
Nació en Yedo en la provincia de Harima, bajo el nombre de Kōyama Naoaki. En sus primeros años sirvió en un templo budista en Yedo bajo el nombre de Zōjōji. Fuando dejó el templo cambió su nombre por razones desconocidas a Wada Nei y trabajó bajo el patronato del señor Tsuchimikado, el creador de calendarios de la corte de Mikado. Ahí empezó a trabajar en matemáticas y fue un estdudiante de Kusaka Sei, quien a su vez fue estudiante de Ajima Chokuyen.

## Trabajo en matemáticas
Wada Nei extendió el desarrollo del cálculo integral de Ajima Chokuyen con el contexto del Enri (Japonés: 円理}}, "principio del círculo"). Trabajó en el cálculo de valores máximos y mínimos (rústicamente igualando la primera derivada a 0 en una ecuación) y dio razonamiento y sutileza al método de cómputo que se dio sin explicación por Seki Takakazu cerca de 100 años antes. También fue el primer japonés en trabajar las ruletas.